# Guten Tag, Ramón
Guten Tag, Ramón es una película dramática mexicano del 2013. Es el quinto largometraje del director mexicano Jorge Ramírez Suárez. Se estrenó en México el 21 de agosto del 2014. Narra la historia de un joven mexicano llamado Ramón que decide emigrar a Alemania.

## Sinopsis
Narra la historia de un joven inmigrante mexicano llamado Ramón quien, ante la falta de oportunidades en un pueblo de Durango y la amenaza constante del narcotráfico, decide emigrar a Estados Unidos, sin conseguirlo, por lo que un amigo le aconseja irse a Alemania, específicamente a la ciudad de Wiesbaden, en donde su tía está casada con un alemán y le puede ayudar a conseguir trabajo. El dinero lo consigue armándose de valor y pidiéndolo al narcotraficante de su pueblo, por el terreno que este le quitó a su familia. Logra llegar a Alemania, en donde padece una serie de dificultades. Al no poder regresar, se ve en la necesidad de dedicarse a diferentes actividades, agravado por la dificultad para entender el idioma alemán, pero se hace amigo de adultos mayores alemanes, quienes lo apoyan.

## Reparto
- Kristyan Ferrer como Ramón.
- Ingeborg Schöner como Ruth.
- Adriana Barraza como Esperanza.
- Arcelia Ramírez como Rosa.
- Rüdiger Evers como Karl.
- Hector Kotsifakis como Güero.

## Producción
La mayor parte del rodaje se realizó en Durango, mientras que las escenas alemanas se grabaron en Wiesbaden y en Frankfurt.

## Crítica en Alemania
Guten Tag, Ramón se exhibió en múltiples salas, y resultó un éxito de taquilla en el país europeo. La cinta se estrenó el 5 de febrero de 2013 y se distribuyó en 52 salas de cine alemanas. Generalmente, la proyección de producciones mexicanas suele concentrarse en alguno de los muchos festivales de cine que se llevan a cabo durante el año, como afirma Alia Lira Hartmann: "En la Berlinale, uno de los encuentros cinematográficos en los que cualquier cineasta quiere dar a conocer su trabajo, la proyección no suele ir más allá de dos presentaciones para un público limitado".

## Premios y nominaciones
En 2015, Guten Tag, Ramón ganó en siete categorías de los premios Diosas de Plata, entre ellas Mejor Película y Mejor Dirección, y estuvo nominada a seis categorías principales para los premios Ariel. También ganó los premios a Mejor Director y Mejor Película, otorgados por Canacine.